# Amore mio non farmi male
Pour plus de détails, voir Fiche technique et Distribution.
Amore mio non farmi male est une comédie romantique italienne réalisée par Vittorio Sindoni et sortie en 1974.

## Synopsis
Anna et Marcello sont un couple de lycéens. Ils s'aiment et voudraient aller au-delà de l'amour platonique. Leurs tentatives de consommer leur première fois sont contrecarrées à chaque fois par un événement fortuit, au point que cela se transforme en complexe, surtout pour Marcello. Pour compliquer les choses, il y a aussi leurs parents respectifs, tant ceux de Marcello, Carlo et Sabina, que ceux d'Anna, Paolo et Linda, qui comprennent rapidement les intentions de leurs enfants.
Sabina est une femme bigote qui considère encore Marcello comme un enfant et qui voudrait le garder chaste, bien qu'au fil du temps elle se rende compte que son désir est un obstacle au bonheur de Marcello. Carlo, quant à lui, est un avocat qui, ayant pris conscience des difficultés de son fils, tente en vain de le désinhiber, d'abord en organisant avec l'aide d'un de ses clients une rencontre avec des prostituées, puis en essayant de le jeter dans les bras de sa secrétaire Wanda.
Paolo, quant à lui, est un pilote de ligne, obsessionnellement jaloux de sa petite fille, au point de menacer Carlo si jamais Marcello touche Anna. Linda, en revanche, ancienne hôtesse de l'air, est la seule à comprendre sa fille, et c'est elle qui les mettra toutes deux en position de consommer leur union.

## Fiche technique
- Titre original italien : Amore mio non farmi male[1] (litt. « Mon amour, ne me fais pas de mal »)
- Réalisation : Vittorio Sindoni
- Scenario : Vittorio Sindoni, Ghigo De Chiara (it)
- Photographie :	Safai Teherani
- Montage : Mariano Faggiani
- Musique : Enrico Simonetti
- Décors : Giorgio Luppi
- Costumes : Adriana Berselli
- Maquillage : Giulio Mastrantonio
- Production : Enzo Giulioli, Nicholas De Witt
- Société de production : Megavision, S.E.P.A.C. - Società Europea Produzioni Associate Cinematographica
- Société de distribution : Produzioni Atlas Consorziate
- Pays de production :  Italie
- Langue originale : Italien
- Format : Couleurs par Eastmancolor - Son mono - 35 mm
- Durée : 100 minutes
- Genre : Comédie romantique
- Dates de sortie :
  - Italie : 15 octobre 1974

## Distribution
- Roberto Chevalier (it) : Marcello Foschini
- Leonora Fani : Anna De Simone
- Walter Chiari Paolo De Simone
- Macha Méril : Linda De Simone
- Luciano Salce : Carlo Foschini

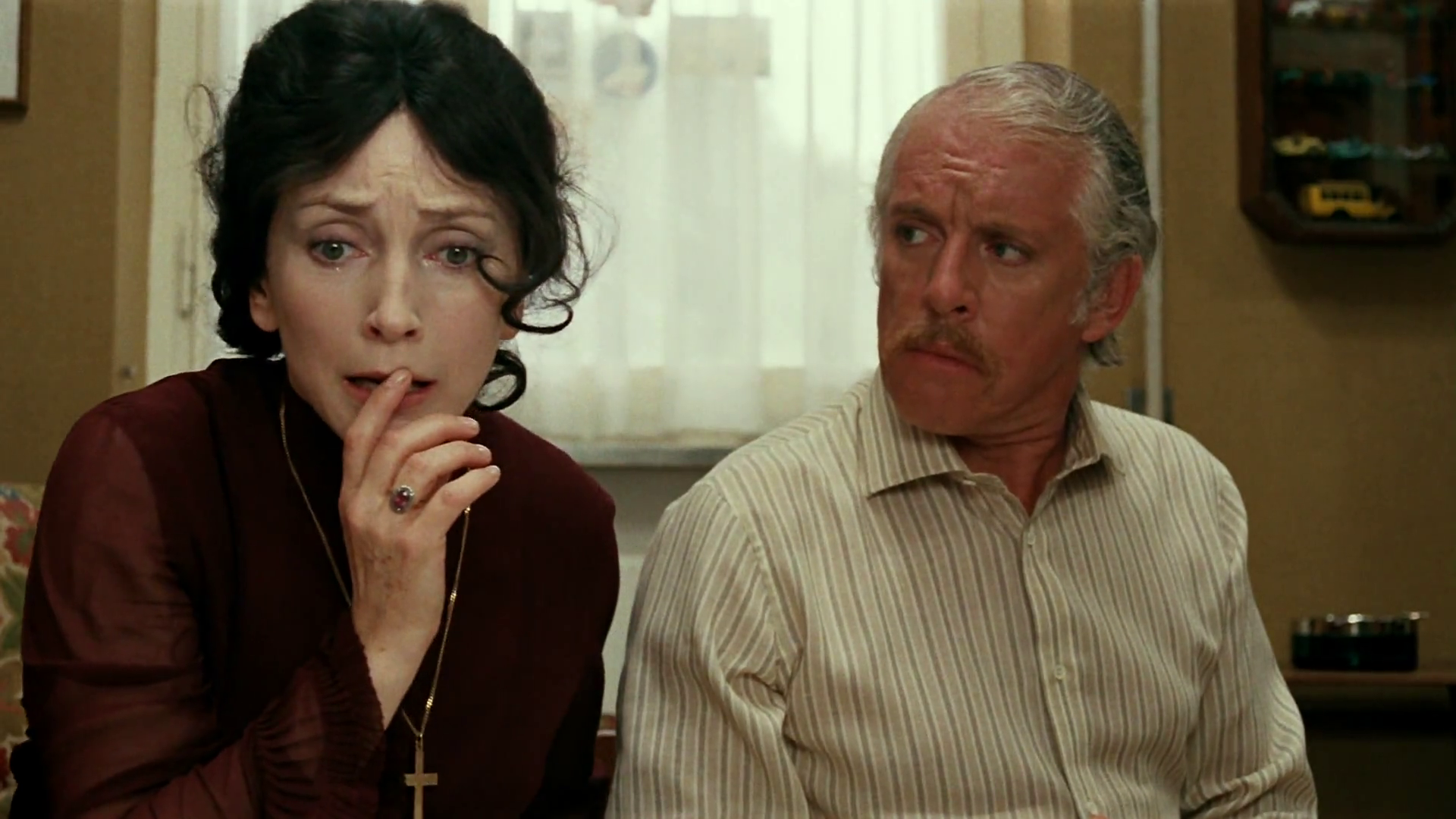
Valentina Cortese et Luciano Salce dans une scène du film.

- Valentina Cortese : Sabina Foschini
- Gabriella Giorgelli : Cicci
- Ninetto Davoli : Ninetto Procacci
- Leopoldo Trieste : avocat de Musumeci
- Enzo Robutti : Laganà
- Orazio Stracuzzi : Oro Falso
- Giuliano Persico : l'ami de Ninetto
- Sandra Mantegna : Wanda
- Carla Mancini : Greta
- Pia Velsi : Sœur Teresa
- Gino Pagnani : chauffeur de taxi
- Mico Cundari : médecin